# Млака-над-Лушо
Млака-над-Лушо (словен. Mlaka nad Lušo) — поселення в общині Гореня вас-Поляне, Горенський регіон, Словенія. Висота над рівнем моря: 762 м.